# NGC 7173
NGC 7173 је елиптична галаксија у сазвежђу Јужна риба која се налази на NGC листи објеката дубоког неба.
Деклинација објекта је - 31° 58' 23" а ректасцензија 22h 2m 3,1s. Привидна величина (магнитуда) објекта NGC 7173 износи 11,9 а фотографска магнитуда 12,9. Налази се на удаљености од 36,033 милиона парсека од Сунца. NGC 7173 је још познат и под ознакама ESO 466-39, MCG -5-52-8, UGCA 422, VV 698, HCG 90C, AM 2159-321, PGC 67878.